# Hippekniep

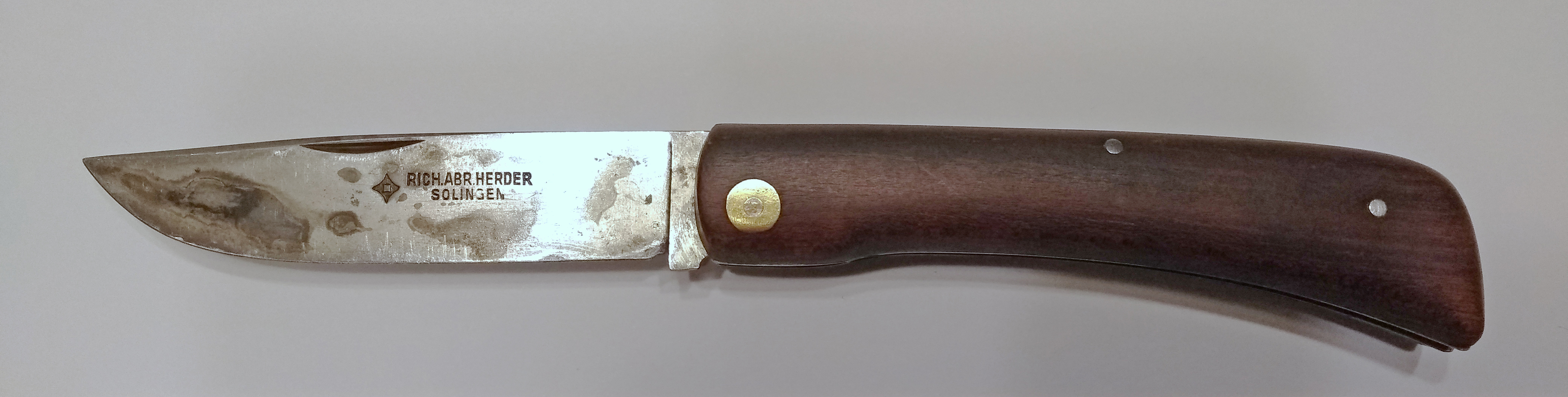
Hippekniep geöffnet

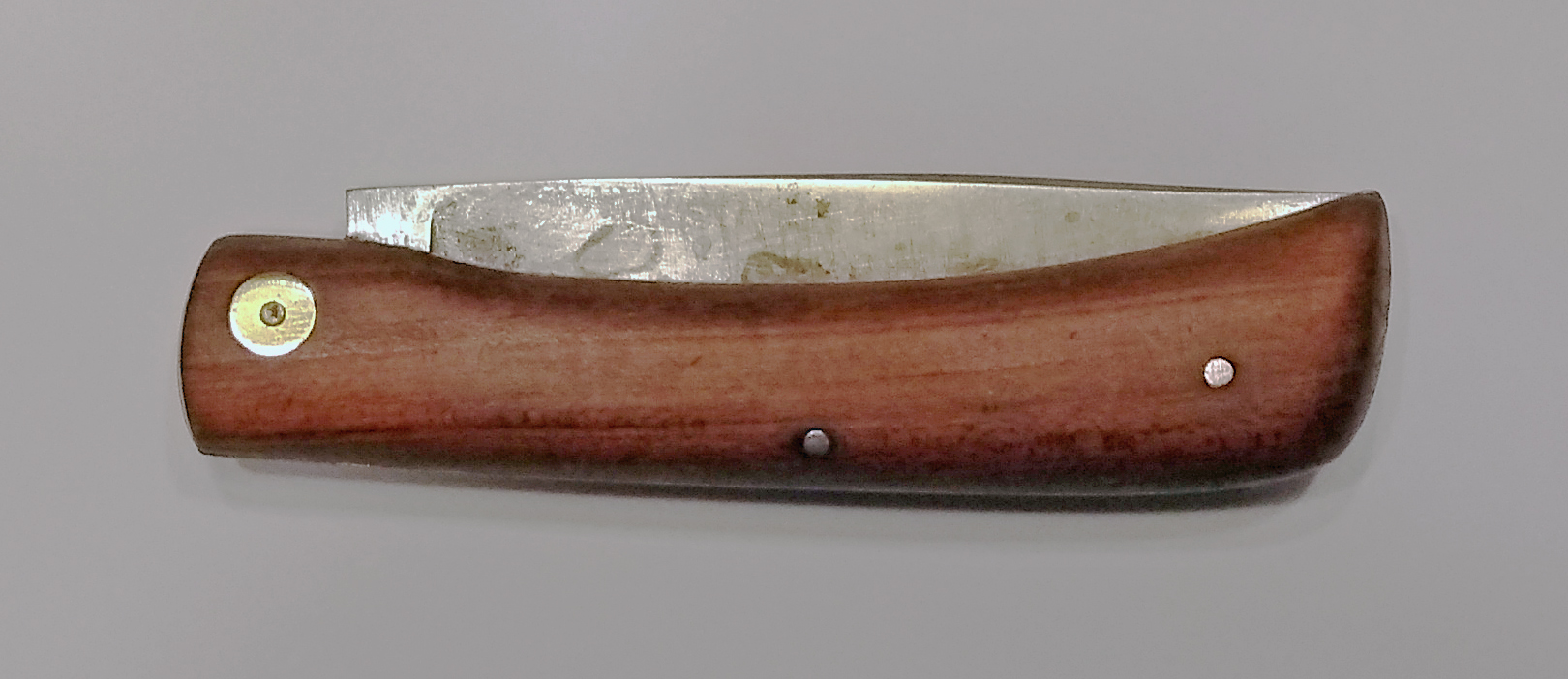
Hippekniep geschlossen

Das Hippekniep ist ein Taschenmesser. Es wurde ursprünglich für den Gebrauch in der Landwirtschaft konzipiert und gilt neben dem Mercator-Messer als typischer deutscher Messerklassiker aus Solingen. 

## Namen
Der Name des Messers setzt sich aus den Wörtern Hippe und Kniep zusammen. Unter dem Begriff Hippe verstand man im Solinger Platt eine Ziege, der Begriff Kniep bezeichnet die Klinge eines Taschenmessers.
Das Messer ist unter weiteren Bezeichnungen bekannt. Da es ursprünglich von Ziegenhirten verwendet wurde, wurde es vielfach als Ziegenmesser bezeichnet. In den Vereinigten Staaten kannten die Landwirte das Messer als Sodbuster. Da in Frankreich das Messer hauptsächlich von Bergleuten genutzt wurde, ist es dort als Le Mineur bekannt.

## Beschreibung
Das Messer wurde ursprünglich für die Verwendung in der Landwirtschaft gebaut. Weil damit auch Tierhufe gereinigt wurden, hat es äußerst stabile Niete. Die Klingenform eignet sich zudem zum Schlachten der Tiere.